# Østre Kirkegård (Randers)
Østre Kirkegård er en kirkegård i Randers, der drives af Randers Kommune. Kirkegården ligger i den østlige del af byen og er sammen med Nordre Kirkegård de eneste kommunalt drevne kirkegårde i byen. I tilknytning til kirkegården er også en mosaisk og en muslimsk begravelsesplads.

## Historie
Kirkegården, der blev indviet i 1811, er på 7,5 ha. Den blev anlagt som assistenskirkegård - og ligger således ikke nær en kirke. Den blev lagt i udkanten af byen, fordi der var pladsmangel ved Sankt Mortens Kirke i centrum. Kirken ejer stadig jorden. Da den kirkegården blev anlagt, kaldte lokalbefolkningen den for "Dødsminde".
Østre Kirkegård er opbygget omkring en midterakse, der går øst-vest. På midteraksen ligger kapellet, opført 1876 efter tegninger af Frits Uldall og senest renoveret i 2004. Ud fra midteraksen går en række stier og veje. Oprindeligt var byens sociale struktur tydeligt afspejlet på kirkegården, idet de rigeste borgere lå tættest på kapellet i den vestlige del, mens de fattigste lå tæt på den jødiske gravplads.
Randers Byråd besluttede i 1942, at kirkegården skulle nedlægges i 2000. Som følge heraf blev kirkegården helt lukket for nye begravelser fra 1980. Det førte til stor debat, ikke mindst fra 1964, da kommunen her stoppede for salget af nye gravsteder. Borgere fandt det urimeligt, at gamle familiegravsteder nu var lukket for nyligt afdøde familiemedlemmer. Protesterne førte til, at beslutningen i 1995 blev ændret, så den vestlige del af kirkegården efter en omlægning genåbnede som kirkegård i 2000. Nye gravsteder må dog kun have mindeplader bortset fra et mindre nyetableret afsnit med traditionelle gravsteder. Den østlige del overgår langsomt til bypark, dog undtaget den muslimske begravelsesplads. Årene uden begravelser har præget kirkegården, der sine steder nærmere ligner en park end en kirkegård.

## Kendte personer begravet på Nordre Kirkegård
- Johan Ankerstjerne
- Cav Bøgelund
- J.F. Carøe
- Sven Dalsgaard
- Christian de Fischer
- Lauritz Hansen
- Siegfried Hartogsohn
- Jens Peter Hjersing
- Christian Hyltoft
- Jens Peter Jensen Wærum
- N.J. Jessen
- Jørgen Just Justesen
- Søren Justesen
- Otto V. Lassen
- J.V. Martin
- Sonja Mathisen
- Carl Mattat
- Prosper Mattat
- Gert Nielsen
- Poul Riis Lassen
- C.F. von Rosen
- Mathias Hans Rosenørn
- Herman Stilling
- Søren Christian Sørensen
- Frits Uldall